# Антониу-Гонсалвис
Антониу-Гонсалвис (порт. Antônio Gonçalves)  —  муниципалитет в Бразилии, входит в штат Баия. Составная часть мезорегиона Северо-центральная часть штата Баия. Входит в экономико-статистический микрорегион Сеньор-ду-Бонфин. Население составляет 6532 человека на 2006 год. Занимает площадь 316,131 км². Плотность населения — 20,7 чел./км².

## Статистика
- Валовой внутренний продукт на 2003 год составляет 16 722 169,00 реалов (данные: Бразильский институт географии и статистики).
- Валовой внутренний продукт на душу населения на 2003 год составляет 2091,84 реал (данные: Бразильский институт географии и статистики).
- Индекс развития человеческого потенциала на 2000 год составляет 0,620 (данные: Программа развития ООН).